# Slobidka, Ostroh
Slobidka (în ucraineană Слобідка) este un sat în comuna Mejîrici din raionul Ostroh, regiunea Rivne, Ucraina.

## Demografie
Componența lingvistică a localității Slobidka
     Ucraineană (99,12%)
     Alte limbi (0,88%)
Conform recensământului din 2001, majoritatea populației localității Slobidka era vorbitoare de ucraineană (99,12%), existând în minoritate și vorbitori de alte limbi.